# Donald Duk
Donald A.E. Duk (Groningen, 1948) is een Nederlandse beeldhouwer, schilder, graficus, vormgever en illustrator.

## Leven en werk
Duk studeerde aan de Koninklijke Academie van Beeldende Kunsten in Den Haag.
Hij maakte in 1976 het oorlogsmonument Monument van Puin (ook wel bekend als De Puinbal). Het monument herinnert de inwoners van Den Haag aan de duinen van Kijkduin, die tijdens de Tweede Wereldoorlog zijn ontstaan uit de puinbergen van de bebouwing die langs de kust was afgebroken.

## Enkele werken
- Monument van Puin (1976), Wijndaelerduin, Den Haag
- Bank van Torbay (1995)[2], Bruggehoofd, Hellevoetsluis
- Het getemde kalf (1998), Kon. Wilhelminastraat, Nootdorp